# 平成28年台風第16号
平成28年台風第16号（へいせい28ねんたいふうだい16ごう、アジア名：マラカス、フィリピン名: ジェナー）は、2016年9月に発生した台風である。2016年で初めて西日本広域（特に宮崎県など九州南部）で大きな影響を与えた台風であった。

## 概要

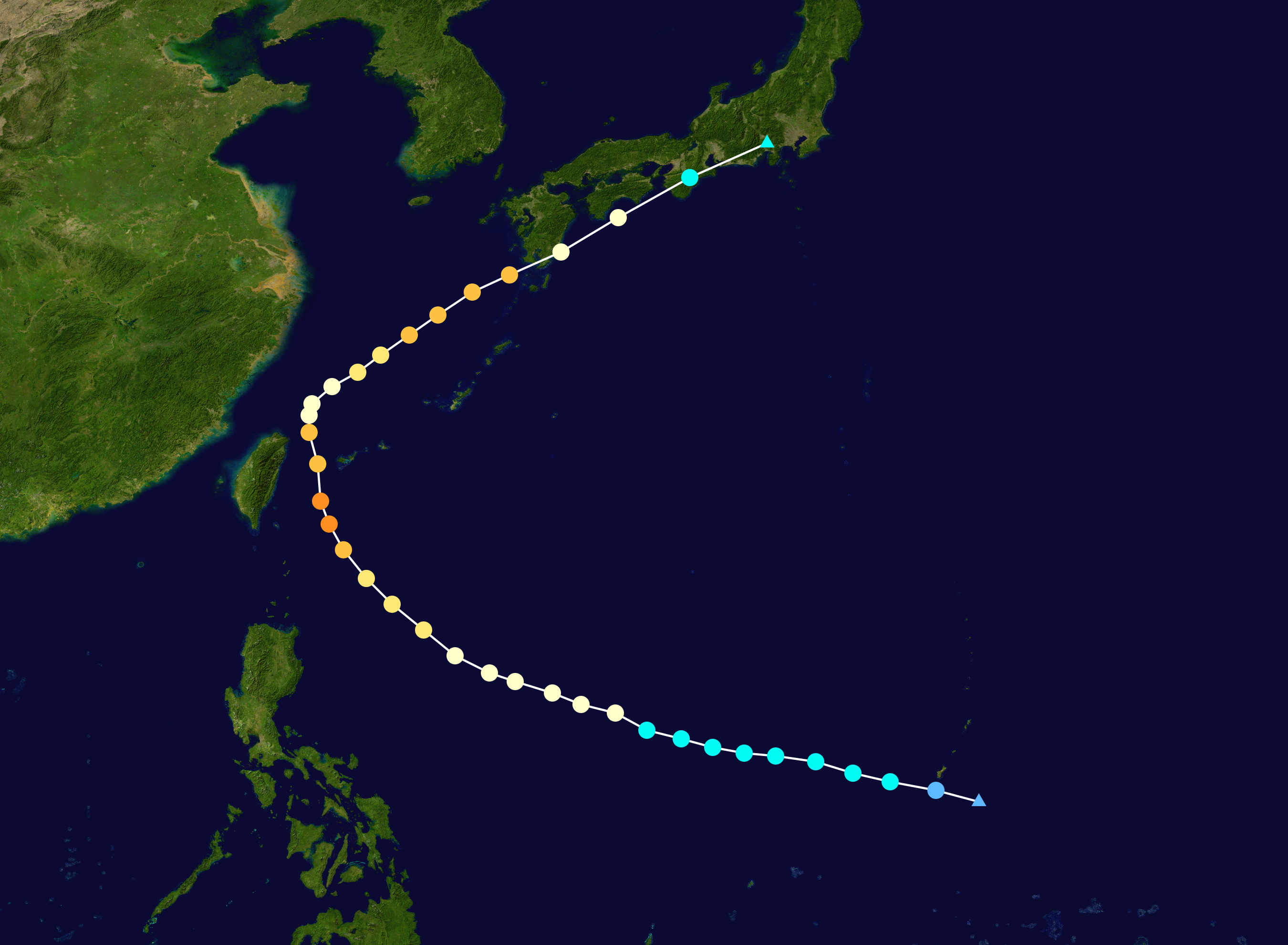
進路図

2016年9月9日に太平洋上で発生した低気圧90Wが次第に発達し、12日に熱帯低気圧になったため、合同台風警報センター（JTWC）は同日に熱帯低気圧番号18Wを割り当てた。気象庁はこの18Wが、24時間以内に台風へ発達すると予想した。18Wは13日3時（協定世界時12日18時）に、フィリピンの東（北緯13度35分・東経139度30分）で台風16号となり、アジア名「マラカス(Malakas)」と命名された。命名国はフィリピンで、タガログ語で「強い」という意味である。また、フィリピン大気地球物理天文局（PAGASA）は13日夜にフィリピン名ジェナー（Gener）と命名している。台風はフィリピン海を北西に進んだ後、進路を北寄りに変えて台湾の東の海上を進み、東シナ海を東寄りに進んで「非常に強い」勢力のまま九州に接近、そのまま20日0時（協定世界時19日15時）過ぎに、中心気圧945hPa・中心付近の最大風速45m/sという非常に強い勢力で、鹿児島県の大隅半島から上陸した後、「強い」台風へと若干勢力を弱めて四国南岸を東進し、21日13時30分（協定世界時21日4時30分）頃に紀伊半島の和歌山県田辺市付近から再上陸した。その後同日21時に、東海道沖（北緯34度、東経138度）で温帯低気圧に変わった（いずれも速報値）。温帯低気圧は21日3時に、秋雨前線に吸収されて消滅した。

## 特徴
台風接近前から秋雨前線に湿った空気が流れ込んだ影響各地で大雨となり、愛知県岡崎市では1時間に約100ミリの雨が降り、記録的短時間大雨情報が発表された。台風は勢力を保持したまま北上し、鹿児島県大隅半島に上陸当時の中心気圧は945hPa・中心付近の最大風速は45m/sで非常に強い勢力であった（但しこれは速報値である）。和歌山県田辺市に再上陸するまで暴風域を伴っていたが、それ以降は急速に衰弱した。
気象庁の事後解析によれば、20日0時（協定世界時19日15時）過ぎに鹿児島県の大隅半島から上陸する直前の中心気圧は955hPa、中心付近の最大風速は40m/sに修正されており、これは「強い勢力」である。
速報値の段階では、1993年の台風13号以来23年ぶりに「非常に強い勢力」で上陸したと報道されていたが、事後解析の値では上述の通り強い勢力での上陸となっており「23年ぶりの非常に強い勢力での上陸」は取り消される事となった。
この台風で2016年に上陸した台風は6つ目であり、これは観測史上2番目にあたる。2004年以来12年ぶりに上陸数が5個を超えた。

## 気象状況

### 大雨
台風と前線の影響で、東日本から西日本にかけて200ミリを超える大雨となり、西日本では9月の平年の降水量の1.5倍を超えた所がある。鹿児島県枕崎市で20日0時19分までの1時間に115ミリなど、各地で猛烈な雨を観測した。
1時間雨量
鹿児島県枕崎市（枕崎）：115.0ミリ（9/20日0時19分まで）
宮崎県宮崎市（赤江）：110.5ミリ（9/20日3時23分まで）。
宮崎県児湯郡高鍋町（高鍋）：110.0ミリ（9/19日19時12分まで）
赤江、高鍋での統計開始以来の極値を更新した。
24時間雨量
宮崎県日向市（日向）：578.0ミリ（9/20日7時40分まで）
宮崎県延岡市（延岡）：445.5ミリ（9/20日8時30分まで）
日向、延岡での統計開始以来の極値を更新した。

## 被害・影響

### 日本

#### 影響
- 9月18日から9月20日までに避難指示が出されたのは10府県19市町村、避難勧告は20府県102市町村となった[7]。
- 与那国町では、9月17日550戸で停電。沖縄県内の船の便は石垣島と周辺離島を結ぶ航路を中心に269便が欠航した[18]。
- 九州電力鹿児島支社によると、9月21日午後11時現在、鹿屋市の約5000戸など鹿児島県内1万3400戸で停電が継続。JR九州の指宿枕崎線の山川駅－枕崎駅間は、多数の倒木が線路上を覆い、9月21・22日運休した[19]。なお、九州電力管内の停電は、9月22日20時59分に解消した[7]。

#### 被害
- 人的・物的被害の状況は、9月23日8時30分時点で、愛知県で死者1名、兵庫県など3府県で重傷者11名、大阪府など13府県で軽傷者33名。住宅被害は、鹿児島県で全壊1棟、大分県、宮崎県で半壊各1棟、沖縄県など9県で一部破壊108棟、高知県などで床上浸水330棟、宮崎県などで床下浸水639棟になった[7]。
- 沖縄県では、20日サトウキビや野菜、畜産施設など被害総額は3093万円に上ったと第2回県災害警戒本部会議で報告した。[20]。
- 鹿児島県では、曽於市大隅町恒吉にある県内最古級の石橋である恒吉太鼓橋が長江川の増水により流失した[21]。また、垂水市牛根麓地区では、磯脇川に架かる国道220号の橋が流され、約15キロが通行止めになった[22]。さらに肝付町では風力発電所の風車が倒壊するなどの被害も発生した。[23]
- 高知県では、20日宿毛市橋上町で土砂崩れがあり市道が土砂に埋まって通行止めになり、8世帯14人が孤立している。また、高岡郡四万十町仁井田では農業用ため池（縦約100m、横約70m）の堤防が決壊、収穫前の水田約50アールが浸水した[24]。

| 人的被害 | 人的被害   | 人的被害        | 人的被害      | 人的被害        |
| -------- | ---------- | --------------- | ------------- | --------------- |
| 死者1人  | 重傷者14人 | 軽傷者33人      | 軽傷者33人    | 軽傷者33人      |
| 住家被害 |            |                 |               |                 |
| 全壊8棟  | 半壊65棟   | 一部破損2,206棟 | 床上浸水509棟 | 床下浸水1,946棟 |

## 行政の対応

### 政府
9月16日、16:00に関係省庁災害警戒会議。
9月19日、11:16に情報連絡室設置
9月20日、13:00に関係省庁災害対策会議

### 国土交通省
9月18-21日、中国地方整備局は内水排除のため、排水ポンプ車3台を三次市、安芸高田市、赤磐市に派遣
9月20日、九州地方整備局は内水排除のため、延岡市、佐伯市に排水ポンプ車2 台、照明車1 台を派遣
9月21日、関東地方整備局は内水排除のため、香取市に排水ポンプ車1台を派遣